# Mumtaz-Mahal (krater wenusjański)
Mumtaz-Mahal – krater uderzeniowy na powierzchni Wenus o średnicy 38,2 km, położony na 30° szerokości północnej i 228° długości wschodniej.
Decyzją Międzynarodowej Unii Astronomicznej w 1994 roku został nazwany na cześć mongolskiej cesarzowej Mumtaz-Mahal (1592–1631).